# Holtålen
Holtålen là một đô thị hạt Trøndelag, Na Uy. Nó là một phần của khu vực Gauldal. Trung tâm hành chính của đô thị này là làng Alen.
Holtålen (tên Haltdalen 1938-1971) được thành lập như là một đô thị ngày 1 tháng 1 năm 1838 (xem formannskapsdistrikt). Singsås đã được tách ra từ Holtålen năm 1841. Alen đã được tách ra từ Holtålen năm 1860, nhưng nó lại được sáp nhập với Holtålen ngày 1 tháng 1 năm 1972.